# Deutscher Sportklub Düsseldorf

Logo des DSD

Der Deutsche Sportklub Düsseldorf e. V. (kurz DSD) ist ein am 15. Februar 1924 von ehemaligen Mitgliedern des Düsseldorfer Turnvereins von 1847 gegründeter Sportverein aus Düsseldorf. Der rund 1100 Mitglieder starke Club umfasst die Sportarten Tennis, Hockey, Leichtathletik und Boule. Das Vereinsgelände mit Kunstrasenhockeyplatz, Laufbahn und zehn Tennisplätzen befindet sich direkt an der nördlichen Düssel am Grafenberger Wald.

## Hockey
2004/2005 rettete sich der DSD noch in der fünftklassigen 1. Verbandsliga erst in der Relegation vor dem Abstieg in die unterste Klasse.
Die Saison 2009/2010 war die bislang erfolgreichste aus Sicht der Leistungsmannschaften. Sowohl in der Halle als auch auf dem Feld sind beide Mannschaften 1. Damen und 1. Herren jeweils eine Liga aufgestiegen. Die Damen sind in die Regionalliga Halle und Feld aufgestiegen, die Herren in die 2. Bundesliga Halle und Feld.
In der Hallen-Saison 2009/2010 wurde das Herrenteam Meister der 2. Hallenhockey-Bundesliga und stieg damit in die Hallenhockey-Bundesliga auf. In der Saison 2010/2011 stiegen die 1. Herren als Tabellenletzter der Gruppe West aus der  1. Hallenhockey-Bundesliga ab. In der Feldsaison 2015/16 war die 1. Herren-Mannschaft in der Regionalliga, in der Hallensaison 2017/18 in der 2. Bundesliga vertreten und stiegen als Tabellenletzter der Gruppe West ab. Die 1. Mannschaft der Damen spielte in der Feldsaison 2015/16 in der Oberliga und in der Hallensaison 2017/18 in der 1. Regionalliga.
In der Saison 2022/23 stieg die 1. Mannschaft aus der Hallenhockey-Bundesliga als Tabellenletzter der Gruppe West ab.
Im Bereich der Kinder- und Jugendmannschaften entwickelt sich der DSD seit der Einführung des Kunstrasens im Jahr 2003 kontinuierlich nach oben. Im Kinderbereich wachsen inzwischen viele Talente heran. Inzwischen stellt der DSD in allen Altersstufen eine oder mehrere Mannschaften sowohl Mädchen/weibliche Jugend als auch Knaben/männliche Jugend. Die Mannschaften sind Regionalliga und Oberliga gemeldet. Die Knaben A (U14) wurden 1999 in der Halle Deutscher Vizemeister nach einem 2:4 nach Siebenmeter gegen den HTC Stuttgarter Kickers. Die Knaben B (U12) wurde in der Saison 2015/16 westdeutscher Meister sowohl auf dem Feld als auch in der Halle. Der bisher größte Erfolg ist der Gewinn der deutschen Meisterschaft mit den Knaben A(U14) 2017/2018 auf dem Feld und in der Halle. Durch diesen Erfolg erlangte der Klub bundesweite Aufmerksamkeit.
Im Alter von 4 bis 18 Jahren sind 346 Mitglieder aktiv. Im Bereich der Erwachsenen Mannschaften (Leistung & Freizeit) spielen 112 DSD Mitglieder aktiv Hockey.